# ABA Liga 2002-03
La ABA Liga 2002-03 fue la segunda edición de la ABA Liga, competición de 12 equipos de Serbia y Montenegro, Croacia, Eslovenia, Israel y Bosnia Herzegovina. El campeón fue por primera vez el equipo croata del KK Zadar. Los playoffs los disputaron los cuatro primeros clasificados en formato de final four. Por primera vez, actúa en el torneo un equipo de Israel, el Maccabi Tel Aviv.

## Temporada regular

### Clasificación
|     | Equipo           | Pos | G  | P  | PF   | PC   | Dif  | Pts. |
| --- | ---------------- | --- | -- | -- | ---- | ---- | ---- | ---- |
| 1.  | Crvena zvezda    | 22  | 17 | 5  | 1828 | 1648 | +180 | 39   |
| 2.  | Maccabi Tel Aviv | 22  | 17 | 5  | 1887 | 1629 | +258 | 39   |
| 3.  | Union Olimpija   | 22  | 17 | 5  | 1812 | 1647 | +165 | 39   |
| 4.  | Zadar            | 22  | 14 | 8  | 1963 | 1891 | +72  | 36   |
| 5.  | Cibona VIP       | 22  | 13 | 9  | 1808 | 1695 | +113 | 35   |
| 6.  | Zagreb           | 22  | 11 | 11 | 1758 | 1861 | -103 | 33   |
| 7.  | Krka             | 22  | 11 | 11 | 1806 | 1738 | +68  | 33   |
| 8.  | Pivovarna Laško  | 22  | 9  | 13 | 1717 | 1784 | -67  | 31   |
| 9.  | FEAL Široki      | 22  | 9  | 13 | 1745 | 1773 | -28  | 31   |
| 10. | Split CO         | 22  | 7  | 15 | 1747 | 1877 | -130 | 29   |
| 11. | Borac Nektar     | 22  | 6  | 16 | 1824 | 1902 | -78  | 28   |
| 12. | Bosna ASA        | 22  | 1  | 21 | 1662 | 2112 | -450 | 23   |

|  | Clasificados para la Final Four   |
|  | No disputa la siguiente temporada |

## Final four
Partidos disputados en el Hala Tivoli de Ljubljana
|  | Semifinaes 3 de abril | Semifinaes 3 de abril | Semifinaes 3 de abril |                  |    | Final 5 de abril | Final 5 de abril | Final 5 de abril |  |
|  |                       |                       |                       |                  |    |                  |                  |                  |  |
|  |                       |                       |                       |                  |    |                  |                  |                  |  |
|  | 1                     | Crvena zvezda         | 77                    |                  |    |                  |                  |                  |  |
|  | 1                     | Crvena zvezda         | 77                    |                  |    |                  |                  |                  |  |
|  | 4                     | Zadar                 | 78                    |                  |    |                  |                  |                  |  |
|  | 4                     | Zadar                 | 78                    |                  | 4  | Zadar            | 91               |                  |  |
|  |                       |                       |                       |                  | 4  | Zadar            | 91               |                  |  |
|  |                       |                       | 2                     | Maccabi Tel Aviv | 88 |                  |                  |                  |  |
|  | 2                     | Maccabi Tel Aviv      | 2                     | Maccabi Tel Aviv | 88 | 82               |                  |                  |  |
|  | 2                     | Maccabi Tel Aviv      |                       |                  |    | 82               |                  |                  |  |
|  | 3                     | Union Olimpija        | 76                    |                  |    |                  |                  |                  |  |
|  | 3                     | Union Olimpija        | 76                    |                  |    |                  |                  |                  |  |
|  |                       |                       |                       |                  |    |                  |                  |                  |  |

| Campeón de la Liga ABA 2002–03 |
| ------------------------------ |
| Zadar 1er título               |

## Líderes estadísticos
Al término de la temporada regular.

### Valoración
| Pos | Nombre          | Equipo          | Partidos | Valoración | PIR   |
| --- | --------------- | --------------- | -------- | ---------- | ----- |
| 1.  | Kenyan Weaks    | Pivovarna Laško | 403      | 21         | 19.19 |
| 2.  | Dragan Aleksić  | Borac Nektar    | 351      | 19         | 18.47 |
| 3.  | Jamie Arnold    | Krka            | 331      | 18         | 18.39 |
| 4.  | Marko Popović   | Zadar           | 389      | 22         | 17.68 |
| 5.  | Gordan Zadravec | FEAL Široki     | 368      | 21         | 17.52 |

### Puntos
| Pos | Nombre          | Equipo          | Games | Puntos | PPP   |
| --- | --------------- | --------------- | ----- | ------ | ----- |
| 1.  | Kenyan Weaks    | Pivovarna Laško | 420   | 21     | 20.00 |
| 2.  | Dragan Aleksić  | Borac Nektar    | 375   | 19     | 19.74 |
| 3.  | Gordan Zadravec | FEAL Široki     | 497   | 21     | 19.38 |
| 4.  | Jamie Arnold    | Krka            | 332   | 18     | 18.44 |
| 5.  | Marko Popović   | Zadar           | 394   | 22     | 17.91 |

### Rebotes
| Pos | Nombre            | Equipo     | Partidos | Rebotes | RPP  |
| --- | ----------------- | ---------- | -------- | ------- | ---- |
| 1.  | Andrija Žižić     | Split CO   | 148      | 18      | 8.22 |
| 2.  | Nikša Tarle       | Bosna ASA  | 158      | 20      | 7.90 |
| 3.  | Hrvoje Perinčić   | Zadar      | 149      | 21      | 7.10 |
| 4.  | Jamie Arnold      | Krka       | 125      | 18      | 6.94 |
| 5.  | Haris Mujezinović | Cibona VIP | 129      | 19      | 6.79 |

### Asistencias
| Pos | Nombre         | Equipo        | Partidos | Asistencias | APP  |
| --- | -------------- | ------------- | -------- | ----------- | ---- |
| 1.  | Ivan Tomas     | Zagreb        | 128      | 22          | 5.82 |
| 2.  | Marko Popović  | Zadar         | 104      | 22          | 4.73 |
| 3.  | Dragan Aleksić | Borac Nektar  | 89       | 19          | 4.68 |
| 4.  | Mladen Erjavec | Zadar         | 106      | 23          | 4.61 |
| 5.  | Scoonie Penn   | Crvena zvezda | 88       | 22          | 4.00 |

Fuente: ABA League Individual Statistics 